# ماريو باوتيستا
ماريو باوتيستا (بالإنجليزية: Mario Bautista؛ مواليد 1 يوليو 1993) هو مُقاتل فنون قتالية مختلطة أمريكي.

## وصلات خارجية
- ماريو باوتيستا على موقع يو إف سي (الإنجليزية)
- ماريو باوتيستا على موقع شيردوغ (الإنجليزية)
- ماريو باوتيستا على موقع Tapology.com (الإنجليزية)